# Erioptera (Meterioptera) persinuata
Erioptera (Meterioptera) persinuata is een tweevleugelige uit de familie steltmuggen (Limoniidae). De soort komt voor in het Afrotropisch gebied.